# 남극 탐사 목록
아래는 남극 탐사의 목록이다.

## 목록
| 탐험연도      | 탐험가                                                    | 탐험용 이동수단        | 성과 |
| ------------- | --------------------------------------------------------- | ---------------------- | --- |
| 1775년        | 영국 제임스 쿡                                            | 레졸루션호 어드벤처호  | 처음으로 남극권 돌파 |
| 1895년~1899년 | 벨기에 아드리엔 드 겔라쉬                                 | -                      | 남극해에 처음 월동함 |
| 1901년~1903년 | 영국 로버트 스콧                                          | 디스커버리호           | 세계 최초의 남극 상공 사진 촬영, 남극점으로 가는 길 최초로 발견, 최남단에 사는 식물 발견, 새로운 육지 발견 |
| 1907년~1909년 | 영국 어니스트 섀클턴                                      | 님로드호               | 최초로 남위 88도 23분에 도달 및 최초의 자남극점 발견 및 수많은 자료 얻음 |
| 1911년~1913년 | 노르웨이 로알 아문센                                      | 프람호                 | 최초의 남극점 정복 |
| 1911년~1913년 | 영국 로버트 스콧                                          | 테라노바호             | 두 번째 남극점 정복. 로버트 스콧 사망 |
| 1914년~1916년 | 영국 어니스트 섀클턴                                      | 인듀어런스호           | 최초의 남극 대륙 횡단 시도. 배가 난파된 상황에서 634일만에 섀클턴을 포함한 28명의 대원을 모두 구조해 '위대한 성공'으로 기록                                                                                          |
| 1928년        | 오스트레일리아 조지 헐버트 윌킨스                         | 단엽기 두 대           | 남극반도 북부~중부 일대 항공사진 찰영 |
| 1929년        | 미국 리처드 에블린 버드                                   | 비행기                 | 세계 최초로 비행기로 남극점 정복 |
| 1946년~1947년 | 미국 리처드 에블린 버드                                   | 배 13대 및 비행기 23대 | 하이점프 작전. 4000명 이상의 사람 동원. 남극대륙의 1/4이상이 비행기로 관찰된 이 작전에서 웨델 해를 제외한 서남극-로스 해-동남극 해안 60% 이상에 걸쳐 7만장 이상의 사진이 촬영되었고 남극해안선 25%가 처음으로 관찰됨 |
| 1955년~1958년 | 영국 비비안 어니스트 훅스 뉴질랜드 에드몬드 힐러리        | -                      | 세계 최초로 남극 대륙 횡단(종단) |
| 1972년        | 오스트레일리아 데이빗 루이스                              | 요트 아이스 버드호     | 시드니-미국 파머 기지로 약 9000km를 항해 |
| 1980년~1982년 | 영국 라눌프 핀즈                                          | -                      | 세계 최초로 개인이 남극 대륙 종단. 세계 최초로 남북극점 모두 정복 |
| 1985년        | 대한민국 한국 남극 관측 탐험대(윤석순 등)                 | -                      | 세계 6번째로 남극 최고봉 빈슨 산괴 등정 성공 |
| 1989년~1990년 | 프랑스, 영국, 미국, 중국, 러시아, 일본 국제남극종단탐험대 | -                      | 개 썰매로 7달 만에 6400km를 남극에서 가장 먼 길로 남극대륙을 횡단. 남극 반도 끝--러시아 보스토크 기지—러시아 미르니 기지                                                                                             |
| 1994년        | 대한민국 허영호                                           | (없음)                 | 한국 최초로 남극점 정복. 개 썰매나 설상차를 쓰지 않고 44일이라는 시간만에 남극점 정복. 그러나 남극 해변 46 km 떨어진 곳에서 출발한 점이 문제가 돼 국제적으로 인정받지 못함.                                          |
| 2004년        | 대한민국 박영석                                           | (없음)                 | 국제적으로 인정받는 루트로 남극점 정복. 물자 지원 없이 44일만에 남극점 정복. 후에 2005년 탐험가 그랜드슬램을 세계 최초로 달성                                                                                        |

## 같이 보기
- 남극 탐험의 영웅시대
- 남극 기지